# Окръжен административен район
Окръжните административени райони са зони за управление в РЮА, които не принадлежат към дадена община, а се управляват директно от правителството.
Повечето от тях са слабо населени райони, които са главно природни резервати и национални паркове.
Окръжните административени райони са 25 на брой с общо население 79 067 души (2007).